# Шубенко-Шубин, Леонид Александрович
Леонид Александрович Шубе́нко-Шу́бин (1907—1994) — главный конструктор Харьковского турбинного завода имени С. М. Кирова Харьковского Совета народного хозяйства, академик АН УССР (1967).

## Биография
Родился 12 (25 июля) 1907 года в Карсе (ныне Турция), в семье врача. Жил в Баку. После окончания в 1924 году средней школы учился на математическом отделении Бакинского университета. На четвёртом курсе перевелся в ЛГУ, который окончил в 1930 году.
Был направлен на работу в конструкторское бюро ЛМЗ завода имени И. В. Сталина.
Отсюда был послан на учёбу в ЛПИ, где весной 1931 года окончил котлотурбинный факультет по специальности «Паровые турбины».
Работал инженером-конструктором, а с 1937 года — заместителем начальника конструкторского бюро паровых турбин на Кировском заводе. По совместительству преподавал в ЛИИЖТ, а с 1933 года работал ассистентом в ЛПИ имени М. И. Калинина на кафедрах теоретической механик, гидравлических двигателей и насосов, строительной механики и теории упругости, механики и технической механики.
В годы Великой Отечественной войны вместе с другими специалистами Кировского завода эвакуирован на Урал, в Челябинск. Здесь руководил конструкторской группой Кировского завода, в 1942—1944 годах был заместителем начальника турбомонтажного цеха. В 1943 году защитил кандидатскую диссертацию. Член ВКП(б) с 1943 года.
В 1944 году, после возвращения в Ленинград, назначен главным инженером, а затем директором Центрального научно-исследовательского и проектно-конструкторского котлотурбинного института в Ленинграде. Руководил разработкой судовых турбин.
В 1949 году назначен главным конструктором Харьковского турбинного завода имени Сергея Кирова. Руководил разработкой новейших паровых и газовых турбин, позволивших советской теплоэнергетике достичь высоких технико-экономических показателей работы тепловых электростанций. Стал инициатором создания турбин для атомных электростанций. В 1951 году избран членом-корреспондентом АН УССР.
Руководил ЦОКБ завода и проектированием многих турбин; в частности, проектированием и запуском в производство в 1956-57 годах паровой турбины ПВК-150 мощностью 150 тысяч киловатт с параметрами 130 атмосфер / 565 градусов.
В 1967 году избран действительным членом АН УССР. С 1968 года работал в Институте проблем машиностроения АН УССР в Харькове. Создал первую в СССР научную школу по решению задач оптимизации процессов и конструкций турбомашин и автоматизации их проектирования. Избирался делегатом на XXII съезд КПСС.

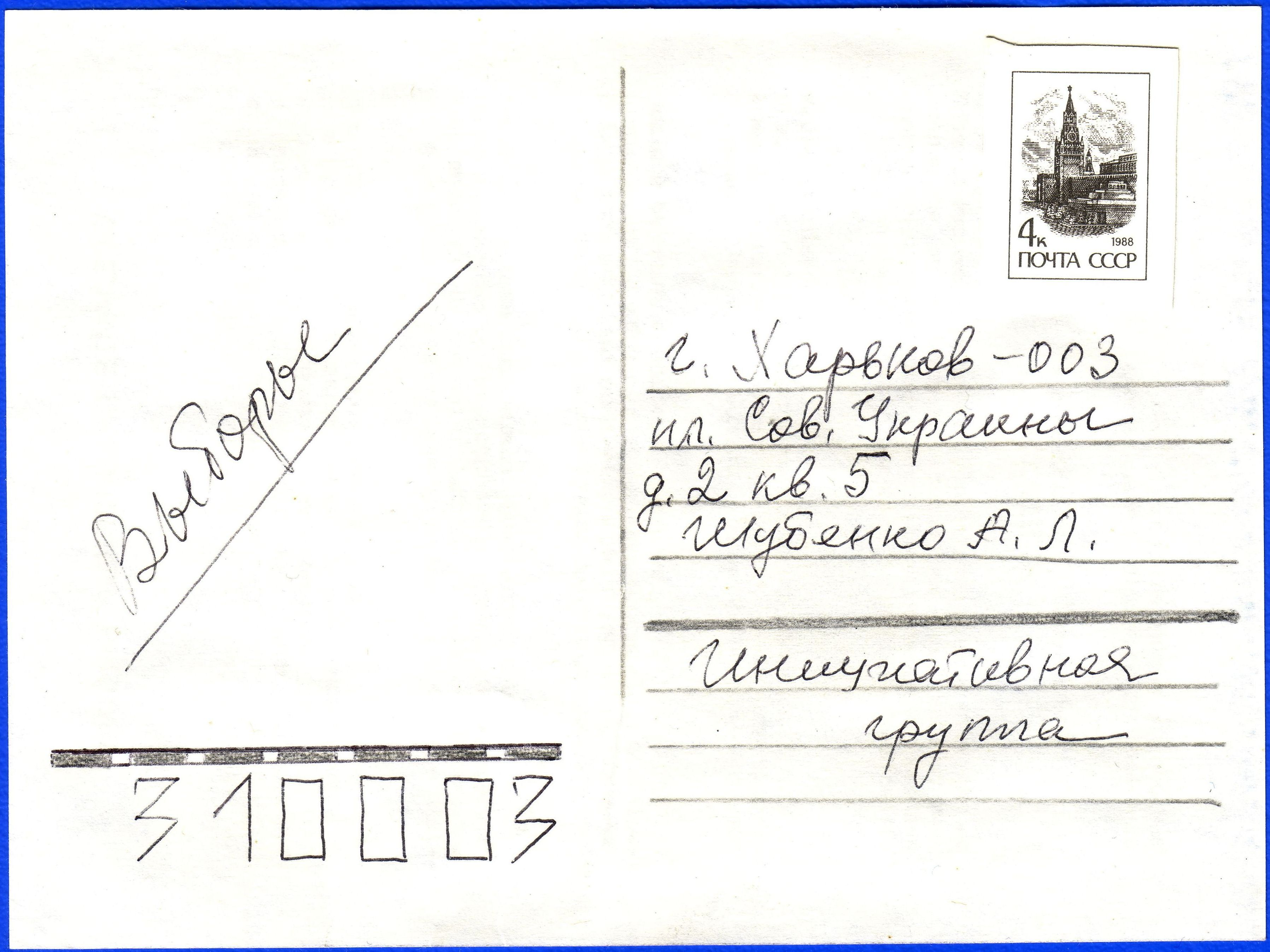
Открытка Шубенко-Шубину

Жил в Харькове в «башне» Дома со шпилем турбинного завода на площади Советской Украины, 2. Скончался в 1994 году.
Сын — Шубенко-Шубин, Александр Леонидович — учёный-двигателист, член-корреспондент НАНУ, сотрудник ИПМАШа.

## Награды и премии
- Указом Президиума ВС СССР от 20 сентября 1962 года за выдающиеся производственные успехи, достигнутые в области сооружения тепловых электростанций, производства и освоения новых энергетических агрегатов Шубенко-Шубину Леониду Александровичу присвоено звание Героя Социалистического Труда с вручением ордена Ленина и золотой медали «Серп и Молот».
- орден Октябрьской революции
- орден Трудового Красного Знамени
- орден «Знак Почёта»
- медали.
- Сталинская премия второй степени (1947) — за разработку конструкции и технологии изготовления машины для боевых кораблей